# Adam Załęgowski
Adam Załęgowski (ur. 1978) – polski łyżwiarz figurowy, uczestnik Mistrzostw Polski i zawodów międzynarodowych. Po zakończeniu kariery sportowej, rozpoczął pracę trenera; początkowo w Warszawie (2000–2005; do jego wychowanków należeli m.in. Laura Czarnotta i Sebastian Iwasaki), a następnie w Kanadzie (2005–2012) i Australii (od 2012). Uważany jest za specjalistę od nauki skoków na uprzęży.

## Wybrane osiągnięcia
| Zawody międzynarodowe                          | Zawody międzynarodowe | Zawody międzynarodowe | Zawody międzynarodowe | Zawody międzynarodowe |
| Zawody                                         | 1994-95               | 1995-96               | 1996-97               | 1999-00               |
| ---------------------------------------------- | --------------------- | --------------------- | --------------------- | --------------------- |
| Mistrzostwa Świata Juniorów                    | 24                    | 27                    | 35                    |                       |
| Blue Swords                                    |                       |                       | 18 J.                 |                       |
| Olimpijski Festiwal Młodzieży Europy           | 7                     |                       |                       |                       |
| Zawody krajowe                                 |                       |                       |                       |                       |
| Mistrzostwa Polski                             |                       |                       |                       | WD                    |
| J. = poziom Juniora; WD = zawodnik wycofał się |                       |                       |                       |                       |